# John Spratt
Pour les articles homonymes, voir Spratt.
John McKee Spratt Jr., né le 1er novembre 1942 à Charlotte (Caroline du Nord) et mort le 14 décembre 2024 à York (Caroline du Sud), est un homme politique américain. Membre du Parti démocrate, il siège à la Chambre des représentants des États-Unis de 1983 à 2011, où il représente la Caroline du Sud.

## Biographie

### Études et début de carrière
Diplômé du Davidson College en 1964, John Spratt décroche une bourse Marshall et passe son master au Corpus Christi College de l'université d'Oxford. Après un Bachelor of Laws de Yale, obtenu en 1969, Spratt rejoint l'armée de terre deux ans puis devient avocat.

### Représentant des États-Unis
John Spratt est élu à la Chambre des représentants des États-Unis en 1982 avec 68 % des suffrages. De 1984 à 1992, il est facilement réélu, malgré un district de plus en plus favorable au Parti républicain, notamment aux élections présidentielles. Lors de la révolution républicaine de 1994, il n'est réélu qu'avec 52 % des voix face au républicain Larry Bigham,. Réélu avec 54 % des suffrages dans un match retour en 1996, Spratt est reconduit jusqu'en 2008, avec toujours plus de 56 % des voix.
Après les élections de 2006, remportées par les démocrates, il prend la présidence de la commission du budget de la Chambre des représentants. Il occupe le poste durant les 110e et 111e congrès. Il vote en faveur du Patient Protection and Affordable Care Act et du plan de relance de 2009, des politiques impopulaires dans son district conservateur. Lors des élections de 2010, il se retrouve dans une position difficile face au républicain Mick Mulvaney, soutenu par le Tea Party. Son adversaire l'accuse de faire partie de la direction d'un Congrès dépensier. Le 3 novembre 2010, John Spratt est largement battu par Mulvaney, qui rassemble 55 % des voix.